# Jean Delemer
|                    |  |       |
| Aartsengel Gabriël |  | Maria |

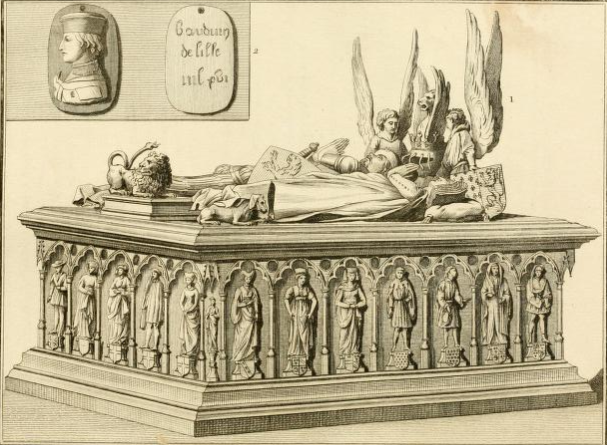
Het verdwenen graf van Lodewijk van Male, Margaretha van Brabant en Margaretha van Male in de Sint-Pieterscollegiale van Rijsel.

Jean Delemer (ca. 1410; fl. 1426–1459) was een Henegouws beeldhouwer die eerst in Doornik en dan in Brussel werkte.

## Werk
Uit de nalatenschapsrekeningen van Agnès Piétarde (1428) blijkt dat hij een beeldengroep van de Aankondiging maakte voor de Doornikse Sint-Pieterskerk (sinds 2010 in de Saint-Quentin): twee levensgrote beelden van Maria en de Aartsengel Gabriël. Ze werden gepolychromeerd door Robert Campin. De levendige groep wordt beschouwd als het eerste voorbeeld van laatgotische sculptuur.
Vóór 1440 viel hij in Brussel aan te treffen, waar hij vermeld is als beeldesnyder. In de periode 1454-1458 werkte hij in opdracht van hertog Filips de Goede aan twee vorstengraven: dat van de Vlaamse graaf Lodewijk van Male en dat van de Brabantse hertogin Johanna. Delemer maakte de houten modellen en Jacob van Gerines goot ze in brons. Rogier van der Weyden zorgde voor de polychromie. In latere eeuwen gingen zowel het grafmonument van Lodewijk in de Sint-Pieterscollegiale van Rijsel als dat van Johanna in de karmelietenkerk van Brussel teloor.

## Naamvarianten
Janne de le Mer, Jean de le Mer